# Hellhohlschanze
Die Hellhohlschanze war eine Skisprungschanze südlich von Brilon am Poppenberg im Sauerland.
1910 wurde der Ski-Club Brilon e.V. gegründet. Man begann zunächst am Hellehohl zwei Naturschanzen zu nutzen. 1932 baute man einen Aussichtsturm mit Skisprungschanze. Auf der halben Höhe des Aussichtsturms begann der Anlauf der Skisprungschanze. Ab 1933 konnte die Schanze genutzt werden.
Zu den Siegern auf dieser Schanze gehörte der Deutsche Meister von 1930 und Olympiateilnehmer von 1928 Erich Recknagel aus Thüringen. Auch Alfred Grosche aus Winterberg sprang in den 1960er Jahren auf der Schanze.
Der Aussichtsturm und die Skisprungschanze waren nach dem Zweiten Weltkrieg marode und wurden nicht renoviert. 1952 baute der Skiclub Brilon eine neue Schanze ohne Anlaufgerüst. Da bei der Naturschanze keine steile Neigung vorhanden war, musste eine 300 Meter lange Anlaufstrecke genutzt werden. Ein Jahr später wurde ein Anlaufgerüst dazugebaut. 1965 erfolgte ein Schanzenneubau nach Plänen von Heini Klopfer. Seit den 1990er Jahren stellte man wegen der geänderten Klimabedingungen mit wenig Schnee das Skispringen ein. Neben der großen K45-Schanze gab es eine zweite, eine K20-Schanze.
Der Absprungtisch der Schanze, der Sprungrichterturm und die Schneise der K45-Schanze und der gemauerte Absprungtisch der K20-Schanze sind heute noch im Bereich der Hütte des Skiclubs Brilon sichtbar.
Hildegard Schneider stellte in den 2020er Jahren für den Skiclub Brilon einen LEADER-Antrag, um mit einer Skulptur am Poppenberg an die Skisprungschanze zu erinnern. Nach einem Entwurf von Gerd Schecking schuf der Bildhauer Georg Steden die Holzskulptur eines Skispringers bei Absprung. Die Holzskulptur wurde Severin getauft.
Der Ski-Club Brilon betreibt dort das Skigebiet Am Poppenberg.